# Verjneadagum
Verjneadagum en ruso: Верхнеадагум) es un jútor del raión de Krymsk del krai de Krasnodar, en Rusia. Está situada en la orilla izquierda del río Kubán, en su delta y próximo al lugar donde desemboca en este río el Adagum, 7 km al sudoeste de 1 centro de Krymsk y 85 km al oeste de Krasnodar. Tenía 266 habitantes en 2010
Pertenece al municipio Krymskoye.